# Diario di una schiappa - Sfortuna nera
Diario di una schiappa - Sfortuna nera (Diary of a Wimpy Kid: Hard Luck) è l'ottavo libro della serie Diario di una schiappa scritta da Jeff Kinney. È stato pubblicato negli Stati Uniti il 5 novembre 2013. È il seguito di Diario di una schiappa - Guai in arrivo! In Italia è stato pubblicato da Editrice Il Castoro il 13 novembre 2014.

## Trama
Greg è stato abbandonato dal suo migliore amico Rowley per colpa della sua nuova ragazza: Abigail Brown, ritrovandosi senza nessun amico.
Susan continua a ripetergli che le amicizie vanno e vengono, ma che la famiglia ci sarà per sempre, nonostante non sia unita con nessuna delle sue sorelle. Infatti, alla riunione di famiglia ogni membro di essa cercherà di accaparrarsi per primo il prezioso anello della bisnonna Mimò defunta, nascosto in un ovetto di plastica. Per risolvere alle sue continue domande Greg troverà sotto il letto del fratello Rodrick una palla magica che risponderà a gran parte delle sue domande. Proprio grazie a questa riuscirà a trovare il prezioso anello, nascondendolo nell'armadio e scoprirà che Abigail era fidanzata con Rowley solo per ingelosire il suo ex-ragazzo, Michael Sampson. In seguito i due torneranno amici.

## Personaggi principali
- Greg Heffley: è un ragazzo che scrive le sue disavventure in un diario.
- Rowley Jefferson: è il migliore amico di Gregory. Egli che adopera spesso un comportamento da bambino ed è il fidanzato di Abigail Brown.
- Abigail Brown: è la fidanzata di Rowley, che lo ama solo per sfruttarlo.
- Susan Heffley: è la madre di Greg, che non va molto d'accordo con le sue sorelle.
- Frank Heffley: è il padre di Greg.
- Rodrick Heffley: è il fratello maggiore di Greg. È il batterista dei Löded Diper.
- Manny Heffley: è il fratello minore di Greg.

## Personaggi secondari
- Meckley Mingo: è un ragazzino a capo della tribù dei Mingo che vive nella foresta. Ha una cintura con una fibbia di metallo che usa per picchiare gli intrusi.
- Fregley: è uno strano ragazzino che abita vicino a Greg e a Rowley. Greg cercherà di farselo amico per farsi notare.
- Zia Gretchen, Zia Audra, Zia Veronica e Zia Cakey: Sono le quattro zie di Greg, sorelle di Susan Heffley che non si vedono spesso. Cercheranno di accaparrarsi l'anello della bisnonna.
- Micheal Sampson: l'ex-fidanzato di Abigail Brown nel settimo libro. Nel finale dell'ottavo libro, Abigail si è rimessa insieme con Micheal, e Rowley se l'ha presa molto male.